# گوتیک کوآرتر بارسلون

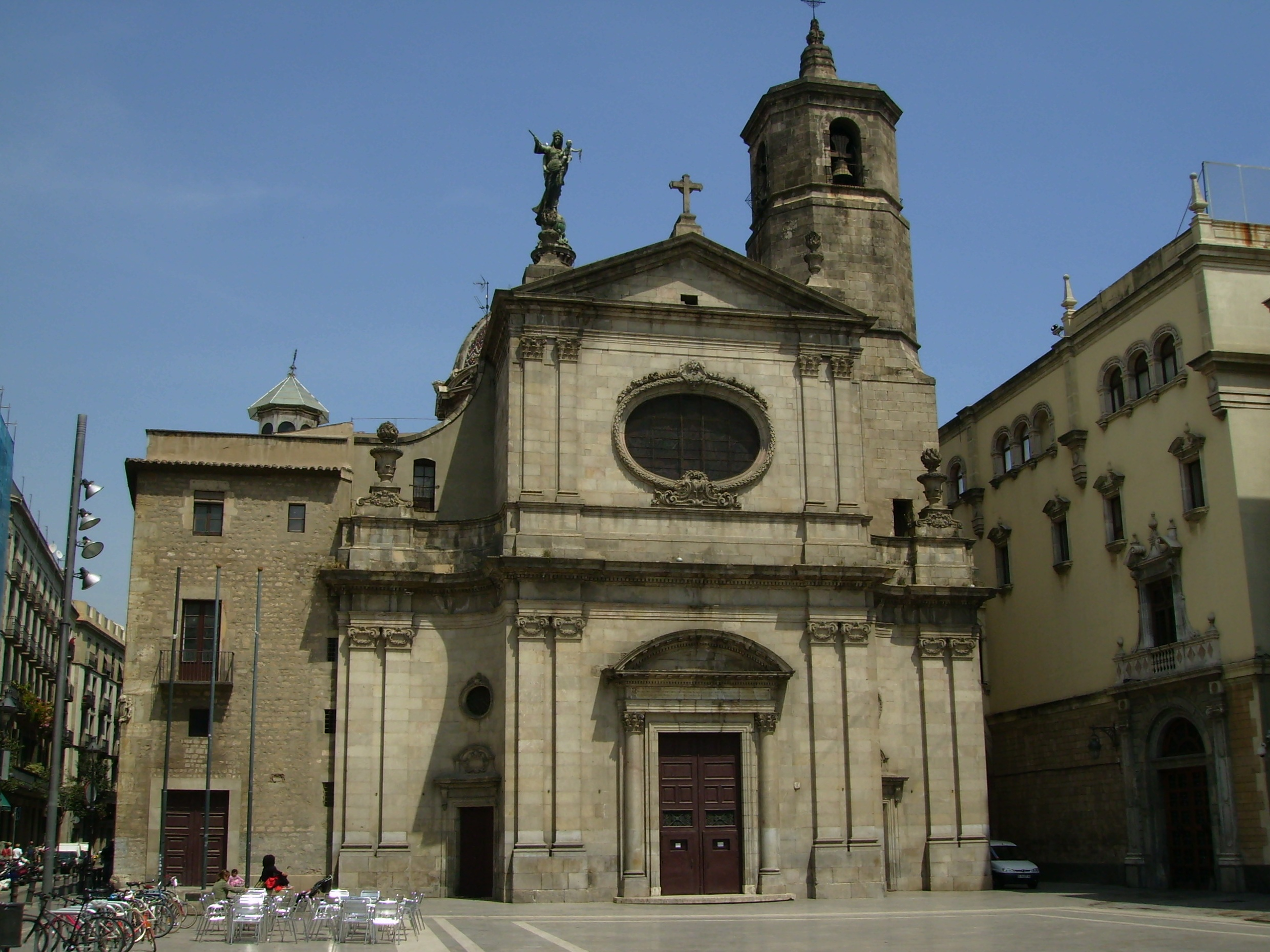
بنای لا مرسه بارسلیکا

گوتیک کوآرتر (به اسپانیایی: Barrio Gótico) که باری گوتیک نیز شناخته می‌شود، مرکز شهر قدیم بارسلون است. با وجود برخی تغییرات ایجاد شده در قرن ۱۹ و اویل قرن ۲۰ بناهایی از قرون وسطی و تعدادی قدیمی‌تر متعلق به رومی‌ها هنوز وجود دارد.